# اچ‌ام‌ای‌اس مرسدس
اچ‌ام‌ای‌اس مرسدس (به انگلیسی: HMAS Mercedes) یک کشتی بود که طول آن ۱۹۵ فوت ۸ اینچ (۵۹٫۶۴ متر) بود. این کشتی در سال ۱۹۱۲ ساخته شد.